# دیاپیر

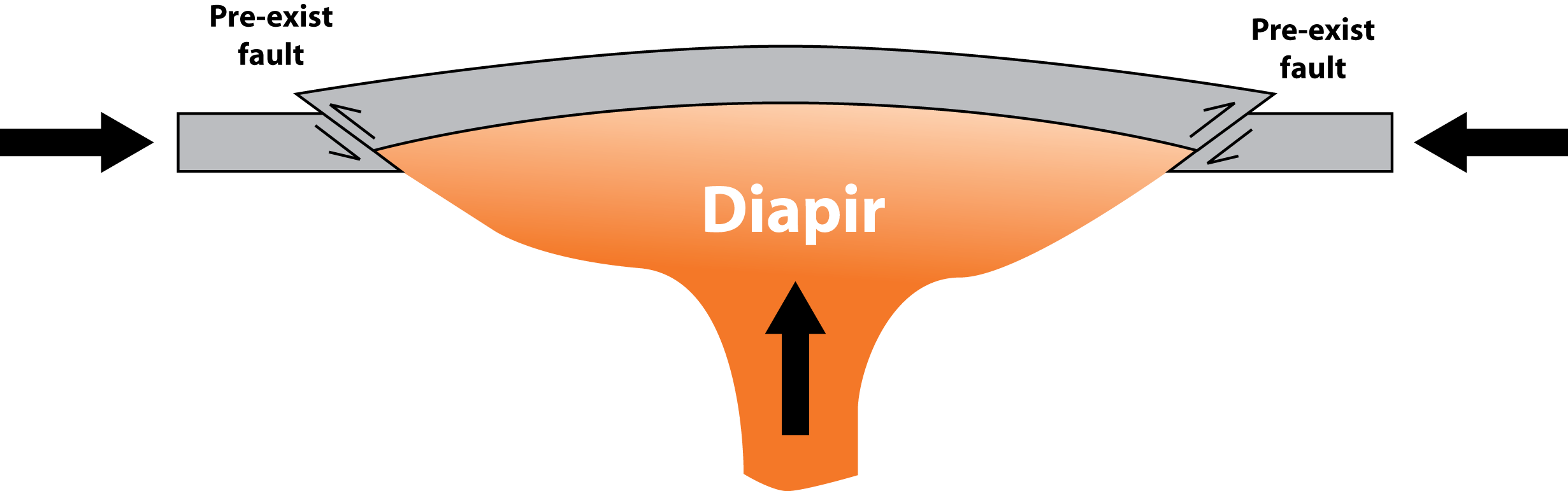
شکل یک دیاپیر شناور گوشته‌ای

دیاپیر (انگلیسی: Diapir) یا تَراشکافت، اصطلاحی در زمین‌شناسی است، و به سازه گنبدمانندی که به واسطهٔ فشار لایه‌های زیرین ترک‌خوردگی و شکاف پیدا کرده‌است می‌گویند.
این ساخت‌های گنبدی در نتیجه نیروهای قائم که از پایین به بالا اثر می‌کنند، تشکیل می‌شوند. از مهم‌ترین آن‌ها گنبدهای نمکی هستند.
دیاپیر نوعی توده نفوذی زمین‌شناختی است که در آن مواد دارای قابلیت تحرک و تغییرشکل سنگ پوشاننده روی خود را شکافته‌اند. اصطلاح دیاپیر توسط لودویک مرازک زمین‌شناس رومانیایی معرفی شد. این اصطلاح ممکن است برای ساختمان‌های آذرین نیز به‌کار رود اما معمولاً برای مواد و پدیده‌های غیرآذرین مانند گنبدهای نمکی و گِلی استفاده می‌شود.
بر اساس مشاهدات فرایند دیاپیریسم علاوه بر زمین در تریتون قمر نپتون، اروپا قمر مشتری، انسلادوس قمر زحل و میراندا قمر اورانوس نیز روی داده‌است.
تراشکافت‌ها معمولاً به صورت عمودی و در امتداد درزه‌ها و شکستگی‌های ساختمانی و بر اثر چگالی کمتر نسبت به سنگ‌های بالای خود، به بالا حرکت می‌کنند که این فرایند دیاپیریسم (تراشکاف) نام دارد.
سنگ‌هایی مانند نهشته‌های نمکی تبخیری و گِل‌های همراه با فشار گاز مستعد تشکیل دیاپیر هستند. هنگامی که در گپشته زمین توده‌های داغ و کم‌چگالی ماگما جمع شود، دیاپیر در گوشته زمین نیز شکل می‌گیرد.

## اهمیت اقتصادی دیاپیرها
دیاپیرهای و سایر حفره‌ها و شکستگی‌های ساختمانی از نفوذ مواد زیر زمین شکل می‌گیرند. دیاپیرها با فشار دادن لایه‌های زمین به سمت بالا و شکافتن لایه‌های سنگی پوشاننده سطح زمین می‌توانند باعث تشکیل تاقدیس، گنبد نمکی و دیگر ساختارهایی شوند که منبع بالقوه نفت خام و گاز طبیعی به‌شمار می‌روند. معمولاً توده‌های آذرین نفوذی برای حفظ منابع هیدروکربن‌های موجود بیش از حد داغ هستند.